# Semaeopus punctigera
Semaeopus punctigera är en fjärilsart som beskrevs av Paul Dognin 1900. Semaeopus punctigera ingår i släktet Semaeopus och familjen mätare. Inga underarter finns listade i Catalogue of Life.